# Эйхенгрин, Люсиль
Люсиль Эйхенгрин (урождённая Циля Ландау; 1 февраля 1925, Гамбург — 7 февраля 2020, Окленд, Калифорния) — писательница, выжившая в Лодзинском гетто и нацистских немецких концентрационных лагерях Освенцим, Нойенгамме и Берген-Бельзен. Переехала в Соединённые Штаты в 1946 году, вышла замуж, родила двух сыновей и работала страховым агентом. В 1994 году опубликовала книгу «From Ashes to Life: My Memories of the Holocaust». Часто читала лекции о Холокосте в библиотеках, школах и университетах США и Германии. Принимала участие в документальном фильме Гисенского университета о жизни в гетто, за что была удостоена звания почётного доктора.

## Жизнь
Родилась в Гамбурге 1 февраля 1925 года, была старшей из двух дочерей торговца вином польского происхождения Бенджамина Ландау и его жены Салы (Сары), урождённой Баумволлспиннер (Baumwollspinner). Описывала свое детство как «очень хорошее, очень комфортное» до прихода Гитлера к власти в 1933 году. После этого евреи стали подвергаться нарастающим репрессиям со стороны нацистов, а также оскорблениям и притеснениям со стороны местного населения. Беньямин Ландау был арестован гестапо как «иностранный враг» 1 сентября 1939 года. Сначала его доставили в полицейскую тюрьму в Фульсбюттеле, затем в концентрационный лагерь Ораниенбург и, наконец, в концлагерь Дахау, где он был убит 31 декабря 1940 года. Семья узнала о его смерти только в феврале 1941 года, когда гестапо привезло его прах «в сигарной коробке с резинкой» в их квартиру.

### Депортация
25 октября 1941 года, в 16 лет, Циля была вместе с матерью и младшей сестрой Кариной выселена в Лодзинское гетто. Там её мать умерла от голода 13 июля 1942 года. Циля нашла работу и выжила. В сентябре 1942 года была разлучена с одиннадцатилетней сестрой Кариной, та была депортирована в лагерь смерти Хелмно и убита.
Циля работала секретарём у журналиста и писателя Оскара Сингера. В 1943 году была по доносу допрошена нацистской полицией, в ходе допроса ей ранили ухо, в результате чего она осталась глухой на него. В августе 1943 года Циля была депортирована в концлагерь Освенцим, где в процессе отбора была признана годной к работе. Несколько недель спустя, когда она прошла ещё один отборочный процесс, врач концлагеря Йозеф Менгеле отправил её в вспомогательный лагерь Дессауэр-Уфер в Нойенгамме, где она была вынуждена выполнять тяжёлую работу, работая на стройке и убирая обломки от бомб. Позже её направили на работу в офис, где она все ещё подвергалась жестокому обращению со стороны начальства. В марте 1945 года её депортировали в концлагерь Берген-Бельзен.

### После освобождения из концентрационных лагерей

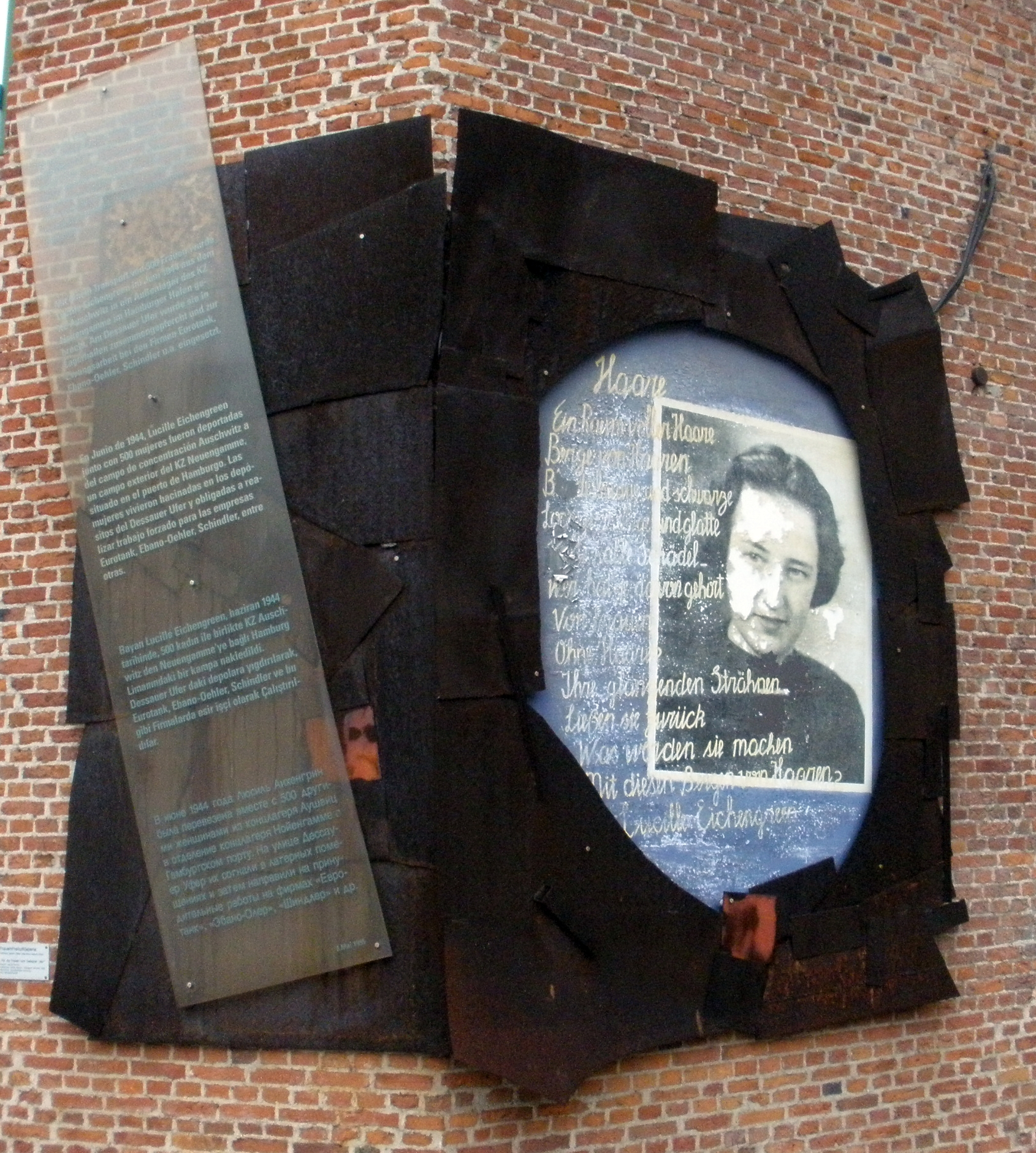
Мемориальная доска с изображением Люсиль Эйхенгрин

Ландау единственная в своей семье пережила Холокост, хотя только в 1947 году она достоверно узнала о смерти сестры. После освобождения лагеря Берген-Бельзен британской армией она провела несколько месяцев в лагере для перемещённых лиц в Берген-Бельзене, работая переводчицей у англичан. В сотрудничестве с британскими войсками она опознала 40 членов СС, работавших в концентрационном лагере Нойенгамме, что привело к их аресту и судебному разбирательству. Получив угрозы убийством, она переехала в Соединённые Штаты, где вышла замуж за другого еврейского эмигранта из Гамбурга, Дэна Эйхенгрина. По её собственным словам, она изо всех сил пыталась преодолеть последствия травмирующих событий юности и страдала от повторяющихся кошмаров. В 1995 году она впервые с 1945 года вернулась в Польшу и Германию, в том числе посетила Гамбург по приглашению гамбургского сената. Она также вновь посетила Освенцим и бывшее Лодзинское гетто.
Последним местом её жительства стал Окленд, штат Калифорния. Один из двух её сыновей — американский экономист Барри Эйхенгрин. Она умерла 7 февраля 2020 года, вскоре после своего 95-летия.

## Работа
В 1990-х Эйхенгрин начала писать мемуары. Её книга была опубликована в США в 1994 году. После посещения Германии она читала лекции в школах, университетах и на памятных мероприятиях, работала с исследовательским отделом литературы о Холокосте в Гисенском университете над хроникой Лодзинского гетто. За свое участие в мае 2007 года она была удостоена звания почётного доктора в области языка, культуры и литературы.
Во время выставки 2009 года в Гамбурге под названием In den Tod geschickt. Die Deportation von Juden, Roma und Sinti aus Hamburg 1940 bis 1945 («Отправленные на смерть: депортация евреев, рома и синти из Гамбурга, 1940—1945») мэр Оле фон Бойст наградил её Hamburger Ehrendenkmünze in Gold (Гамбургской золотой почётной медалью). В 2015 году был издан памятный том (Festschrift), посвящённый её работе.